# Mindre frösnäppa
Mindre frösnäppa (Thinocorus rumicivorus) är den minsta arten i familjen frösnäppor, sydamerikanska vadarfåglar som anpassat sig till en vegetarisk diet.

## Utseende
Mindre frösnäppa är som namnet avslöjar minst i den lilla familjen frösnäppor. Den har kort stjärt och långa spetsiga vingar, gulgröna ben och en askfärgad konisk näbb, nästan finkartad eller som den hos flyghöns (Pterocliformes). Adulta hanar har grått på ansikte, hals och bröst med svarta linjer på strupen som bildar ett upp-och-nervänt T.

## Utbredning och systematik
Mindre frösnäppa delas här in i fyra underarter med följande utbredning:
- Thinocorus rumicivorus cuneicauda – låglänta områden i nordvästra Peru (norrut till Lambayeque) söderut till norra Chile (Tarapacá); tidigare även i sydvästra Ecuador på Santa Elena-halvön, men verkar vara utdöd
- Thinocorus rumicivorus bolivianus – förekommer på altiplano från södra Peru till norra Chile och nordvästligaste Argentina
- Thinocorus rumicivorus rumicivorus – förekommer från Patagonien till Eldslandet, övervintrar i centrala Argentina och Chile

Arten har även påträffats i Brasilien, Falklandsöarna och Antarktis.

## Levnadssätt
Mindre frösnäppa påträffas i höglänta gräsmarker och betesmarker, men kan också ses på alltifrån sandstränder till stäpp, till och med ökenområden i norra Chile. Honan lägger och ruvar fyra ägg i en uppskrapad grop i marken. Som namnet avslöjar lever fågeln olikt de flesta andra vadare mestadels av frön, men även löv och knoppar.

## Status
Arten har ett stort utbredningsområde och internationella naturvårdsunionen IUCN kategoriserar arten som livskraftig. Beståndsutvecklingen är dock oklar.